# Liste des maires de Viroflay
La liste des maires de Viroflay présente la liste des maires de la commune française de Viroflay, située dans le département des Yvelines en région Île-de-France.

## La mairie

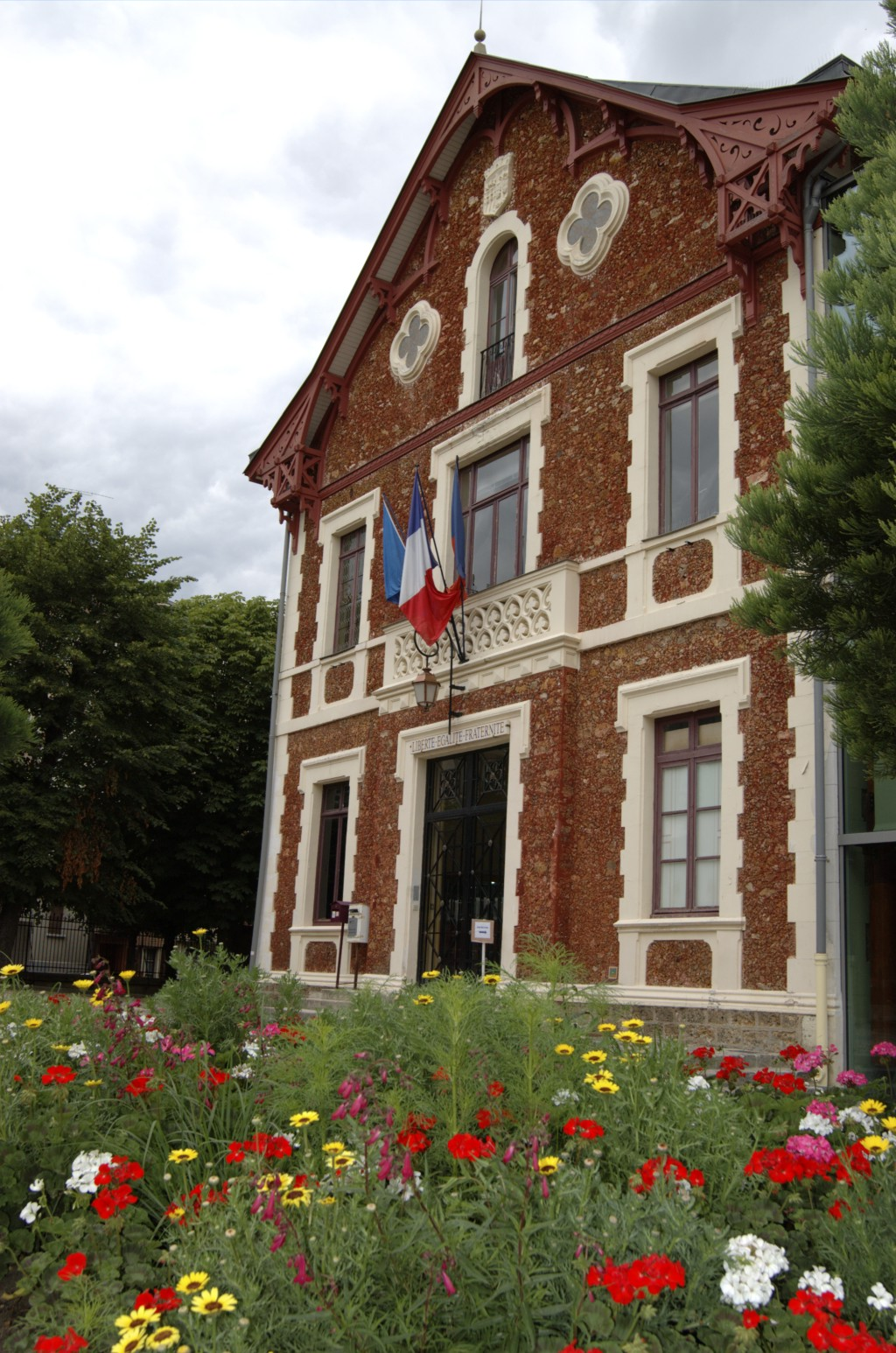
Hôtel de ville, ancien Grand chalet du duc de Morny.

## Liste des maires

### Entre 1790 et 1944
| Période                                  | Période           | Identité                     | Étiquette | Qualité                                                                                        |
| ---------------------------------------- | ----------------- | ---------------------------- | --------- | ---------------------------------------------------------------------------------------------- |
| 24 janvier 1790                          | 3 juin 1791       | François Germain             |           |                                                                                                |
| 3 juin 1791                              | 13 novembre 1791  | Nicolas Nicquet              |           | Curé de la paroisse                                                                            |
| 13 novembre 1791                         | 20 novembre 1791  | Charles Ardillier            |           |                                                                                                |
| 20 novembre 1791                         | 22 septembre 1792 | Jacques Goussault            |           |                                                                                                |
| 22 septembre 1792                        | 15 avril 1794     | Nicolas Nicquet              |           | Curé de la paroisse                                                                            |
| 15 avril 1794                            | 22 février 1796   | Joseph Rivière               |           |                                                                                                |
| 22 février 1796                          | 15 juin 1799      | Édouard Basset               |           |                                                                                                |
| 15 juin 1799                             | 15 mai 1816       | Jean Pierre Auguste Labbé    |           | Industriel, propriétaire du domaine de Bon Repos                                               |
| 15 mai 1816                              | 4 mai 1817        | Charles Delahaye             |           |                                                                                                |
| 4 mai 1817                               | 31 mai 1819       | Denis Vaudron                |           | Aubergiste                                                                                     |
| 31 mai 1819                              | 15 mai 1831       | Joseph Rieussec              |           | Lieutenant-colonel de la 8e légion de la Garde nationale à Paris                               |
| 15 mai 1831                              | 10 août 1848      | François Diettre             |           |                                                                                                |
| 10 août 1848                             | 15 juillet 1855   | Denis Vaudron                |           | Aubergiste                                                                                     |
| 15 juillet 1855                          | 15 mai 1871       | Amédée Dailly                |           | Officier, attaché aux Affaires étrangères Conseiller général du canton de Sèvres (1858 → 1871) |
| 15 mai 1871                              | 21 janvier 1878   | Gabriel Alix                 |           |                                                                                                |
| 21 janvier 1878                          | 2 septembre 1881  | François Dupin               |           |                                                                                                |
| 2 septembre 1881                         | 18 mai 1884       | Arthur Petit                 |           | Pharmacien                                                                                     |
| 18 mai 1884                              | 7 février 1886    | François Dupin               |           |                                                                                                |
| 7 février 1886                           | 17 mai 1908       | Arthur Petit                 |           | Pharmacien                                                                                     |
| 17 mai 1908                              | 2 avril 1911      | Auguste Testart              |           |                                                                                                |
| 2 avril 1911                             | 19 mai 1912       | Gustave Plas                 |           |                                                                                                |
| 19 mai 1912                              | 10 mai 1923       | Louis Clément                |           |                                                                                                |
| 10 mai 1923                              | 17 mai 1925       | Albert Alfred Étienne Brésit |           |                                                                                                |
| 17 mai 1925                              | 19 mai 1935       | Alexandre Bénazet            |           |                                                                                                |
| 19 mai 1935                              | 14 juin 1940      | Charles Baumann              |           |                                                                                                |
| 14 juin 1940                             | 12 décembre 1940  | Léo Polin                    |           | Architecte                                                                                     |
| 12 décembre 1940                         | 25 août 1944      | Henri Verzaux (1883-1958)    |           | Ancien professeur de lycée                                                                     |
| Les données manquantes sont à compléter. |                   |                              |           |                                                                                                |

### Depuis 1944
Depuis la Libération, cinq maires se sont succédé à la tête de la commune.
| Période         | Période                   | Identité                       | Étiquette                 | Qualité |
| --------------- | ------------------------- | ------------------------------ | ------------------------- | --- |
| 25 août 1944    | 25 octobre 1947           | Bernard Rizet                  | SFIO                      | |
| 25 octobre 1947 | 2 février 1959            | Édouard Vaurs                  | RPF                       | Administrateur aux Magasins du Louvre Décédé en fonction |
| 3 février 1959  | 26 mars 1971              | Pierre Chédel                  |                           | |
| 26 mars 1971    | 25 janvier 2005           | Gérard-Charles Martin (1940- ) | CD puis UDF-Rad. puis DVD | Attaché d'administration, maire honoraire (2011) Conseiller général du canton de Viroflay (1976 → 2008) Vice-président du conseil général (1994 → 2001) Conseiller régional d'Île-de-France[Quand ?] Démissionnaire |
| 25 janvier 2005 | En cours (au 25 mai 2020) | Olivier Lebrun (1963- )        | UMP → LR                  | Expert-comptable et commissaire aux comptes Adjoint au maire (2001 → 2005) Conseiller général du canton de Viroflay (2008 → 2015) Conseiller départemental du canton de Versailles-2 (2015 → ) 9e vice-président du conseil départemental (2015 → ) 5e vice-président de Versailles Grand Parc (2014 → 2020) 6e vice-président de Versailles Grand Parc (2020 → ) Réélu en 2008, 2014 et 2020 |

## Conseil municipal actuel
Les 33 sièges composant le conseil municipal ont été pourvus le 15 mars 2020 lors du premier tour de scrutin. Actuellement, il est réparti comme suit : 

## Résultats des élections municipales

### Élection municipale de 2020
À cause de la pandémie de Covid-19, les conseils municipaux d'installation (dans les communes pourvues au premier tour) n'ont pu avoir lieu dans les délais habituels. Un décret publié au JORF du 15 mai 2020 en a ainsi fixé la tenue entre les 23 et 28 mai. À Viroflay, il a eu lieu le 25 mai 2020.
|                                                 | Olivier Lebrun *         | DVD - LR - SL            | 2 767  | 55,67 | 26 | 4 |  |  |
| Union pour Viroflay                             |                          |                          | 2 767  | 55,67 | 26 | 4 |  |  |
|                                                 | Cécile Chopard           | DVC - MoDem - LREM       | 1 111  | 22,35 | 4  | 0 |  |  |
| Viroflay c'est vous !                           |                          |                          | 1 111  | 22,35 | 4  | 0 |  |  |
|                                                 | Suzanne Égal             | DVG                      | 1 092  | 21,97 | 3  | 0 |  |  |
| Citoyenneté, transition écologique et solidaire |                          |                          | 1 092  | 21,97 | 3  | 0 |  |  |
|                                                 |                          |                          |        |       |    |   |  |  |
| Votes valides                                   | Votes valides            | Votes valides            | 4 970  | 97,80 |    |   |  |  |
| Votes blancs                                    | Votes blancs             | Votes blancs             | 47     | 0,92  |    |   |  |  |
| Votes nuls                                      | Votes nuls               | Votes nuls               | 65     | 1,28  |    |   |  |  |
| Total                                           | Total                    | Total                    | 5 082  | 100   | 33 | 4 |  |  |
| Abstention                                      | Abstention               | Abstention               | 6 494  | 56,10 |    |   |  |  |
| Inscrits / participation                        | Inscrits / participation | Inscrits / participation | 11 576 | 43,90 |    |   |  |  |
| * Liste du maire sortant                        |                          |                          |        |       |    |   |  |  |

### Élection municipale de 2014
|                          | Olivier Lebrun *    | UMP-UDI        | 3 982  | 60,49  | 27 | 4 |  |  |
| Union pour Viroflay      |                     |                | 3 982  | 60,49  | 27 | 4 |  |  |
|                          | Julien Bouffartigue | PS             | 1 419  | 21,55  | 3  |   |  |  |
| Solidaires à Viroflay    |                     |                | 1 419  | 21,55  | 3  |   |  |  |
|                          | Jérôme Coquerel     | SE             | 1 181  | 17,94  | 3  |   |  |  |
| Ensemble pour Viroflay   |                     |                | 1 181  | 17,94  | 3  |   |  |  |
|                          |                     |                |        |        |    |   |  |  |
| Inscrits                 | Inscrits            | Inscrits       | 11 629 | 100,00 |    |   |  |  |
| Abstentions              | Abstentions         | Abstentions    | 4 806  | 41,33  |    |   |  |  |
| Votants                  | Votants             | Votants        | 6 823  | 58,67  |    |   |  |  |
| Blancs et nuls           | Blancs et nuls      | Blancs et nuls | 241    | 3,53   |    |   |  |  |
| Exprimés                 | Exprimés            | Exprimés       | 6 582  | 96,47  |    |   |  |  |
| * Liste du maire sortant |                     |                |        |        |    |   |  |  |

### Élection municipale de 2008
|                          | Olivier Lebrun *   | UMP-MoDem      | 3 451  | 52,89  | 26 |  |  |  |
| Union pour Viroflay      |                    |                | 3 451  | 52,89  | 26 |  |  |  |
|                          | Philippe Marguerit | PS             | 1 634  | 25,04  | 4  |  |  |  |
| Solidaires à Viroflay    |                    |                | 1 634  | 25,04  | 4  |  |  |  |
|                          | Michel Guenard     | DVD            | 1 440  | 22,07  | 3  |  |  |  |
| Ensemble pour Viroflay   |                    |                | 1 440  | 22,07  | 3  |  |  |  |
|                          |                    |                |        |        |    |  |  |  |
| Inscrits                 | Inscrits           | Inscrits       | 10 863 | 100,00 |    |  |  |  |
| Abstentions              | Abstentions        | Abstentions    | 4 157  | 38,27  |    |  |  |  |
| Votants                  | Votants            | Votants        | 6 706  | 61,73  |    |  |  |  |
| Blancs et nuls           | Blancs et nuls     | Blancs et nuls | 181    | 2,70   |    |  |  |  |
| Exprimés                 | Exprimés           | Exprimés       | 6 525  | 97,30  |    |  |  |  |
| * Liste du maire sortant |                    |                |        |        |    |  |  |  |

### Élection municipale de 2001
|                          | Gérard-Charles Martin * | UDF            | 3 073  | 50,54  | - |  |  |  |
|                          |                         |                | 3 073  | 50,54  | - |  |  |  |
|                          | Philippe Marguerit      | PS             | 1 614  | 26,55  | - |  |  |  |
|                          |                         |                | 1 614  | 26,55  | - |  |  |  |
|                          | Gérard Calviac          | DVD            | 1 078  | 17,73  | - |  |  |  |
| Ensemble pour Viroflay   |                         |                | 1 078  | 17,73  | - |  |  |  |
|                          | Liste FN                | FN             | 315    | 5,18   | - |  |  |  |
|                          |                         |                | 315    | 5,18   | - |  |  |  |
|                          |                         |                |        |        |   |  |  |  |
| Inscrits                 | Inscrits                | Inscrits       | 10 213 | 100,00 |   |  |  |  |
| Abstentions              | Abstentions             | Abstentions    | 3 834  | 37,54  |   |  |  |  |
| Votants                  | Votants                 | Votants        | 6 379  | 62,46  |   |  |  |  |
| Blancs et nuls           | Blancs et nuls          | Blancs et nuls | 299    | 4,69   |   |  |  |  |
| Exprimés                 | Exprimés                | Exprimés       | 6 080  | 95,31  |   |  |  |  |
| * Liste du maire sortant |                         |                |        |        |   |  |  |  |

## Pour approfondir